# جری فیل (بازیکن فوتبال، زاده ۱۹۵۱)
جری فیل (انگلیسی: Gerry Fell؛ زادهٔ ۱ مارس ۱۹۵۱) بازیکن فوتبال اهل بریتانیا است.
از باشگاه‌هایی که در آن بازی کرده‌است می‌توان به باشگاه فوتبال یورک سیتی، باشگاه فوتبال تورکی یونایتد، باشگاه فوتبال ساوتند یونایتد، باشگاه فوتبال وایت‌هاوک، باشگاه فوتبال لانگ ایتون یونایتد، باشگاه فوتبال استمفورد و باشگاه فوتبال برایتون اند هوو آلبیون اشاره کرد.